# Teodora Axouchina
"Teodora Axouchina" naziv je koji se rabi za jednu od carica Trapezuntskog Carstva. Osobno je ime ove žene nepoznato; ona je bila članica dinastije Komnen.
Njezin je otac navodno bio "car" Ivan Komnen Debeli, sin Marije Komnene.
Teodorin je muž bio car Aleksije I. Trapezuntski. Imali su najmanje troje djece:
- Komnena (carica)
- Ivan I. Trapezuntski[4]
- Manuel I. Trapezuntski, otac carice Teodore[5]